# Kidney Island, Nunavut
Kidney Island är en ö i Kanada.   Den ligger i territoriet Nunavut, i den östra delen av landet, 1 400 km norr om huvudstaden Ottawa. Arean är 43 kvadratkilometer.
Terrängen på Kidney Island är mycket platt. Öns högsta punkt är 30 meter över havet. Den sträcker sig 14,4 kilometer i nord-sydlig riktning, och 8,0 kilometer i öst-västlig riktning.